# Capasa columbaris
Capasa columbaris är en fjärilsart som beskrevs av W. Warren 1896. Capasa columbaris ingår i släktet Capasa och familjen mätare. Inga underarter finns listade i Catalogue of Life.